# Poręczenie majątkowe
Poręczenie majątkowe – jeden ze środków zapobiegawczych stosowanych w postępowaniu karnym wobec podejrzanego albo oskarżonego.
Poręczenie polega na nałożeniu na oskarżonego lub podejrzanego przez prokuratora (w postępowaniu przygotowawczym), lub sąd (w postępowaniu jurysdykcyjnym) obowiązku złożenia pieniędzy, papierów wartościowych bądź na obciążeniu jego majątku zastawem lub hipoteką. Poręczenie jest skuteczne zarówno wtedy, gdy złoży je oskarżony, jak i gdy zrobi to za niego inna osoba.
Jeżeli oskarżony uciekł bądź ukrywa się, środki złożone w ramach poręczenia majątkowego z urzędu przepadają na rzecz Skarbu Państwa, z tym dodatkowym skutkiem, że pokrzywdzony ma na nich wówczas pierwszeństwo, w zakresie zaspokojenia własnych roszczeń wynikających z przestępstwa, z zastrzeżeniem braku możliwości pokrycia szkody w inny sposób.
Jeżeli podejrzany lub oskarżony w niedozwolony sposób manipuluje biegiem postępowania karnego, tzn. zaciera ślady, nakłania świadków do składania fałszywych zeznań itp., przepadek może, ale nie musi być orzeczony.
Jako synonim poręczenia majątkowego używane jest słowo kaucja (termin obecnie nieużywany w prawie karnym).